# Pond Inlet
Pond Inlet (Inuktitut: Mittimatalik, que significa el lloc on es troba l'aterratge) és una petita comunitat predominantment Inuit a Nunavut, Canadà. Es troba al nord de l'illa de Baffin. En el cens de 2016 consta que té 1.617 habitants Pond Inlet rep el nom de l'astrònom anglès John Pond.
És una destinació turística important, una de les "joies del Nord" (Jewels of the North)". Té el Sirmilik National Park. Pond Inlet té un clima polar. La temperatura mitjana anual és de -11,1 °C. Febrer té −34,7 °C i juliol 6,6 °C. La pluviometria és de 189 litres.